# 織田信安
織田 信安（おだ のぶやす）は、戦国時代の武将。尾張国上四郡の守護代。尾張岩倉城主。

## 生涯
岩倉城（現在の愛知県岩倉市）を居城として、尾張上四郡を支配した織田伊勢守家（岩倉織田氏）の当主。ただし、尾張下四郡を支配した織田大和守家（清洲織田氏）の出身者とされる。また織田信長の一族・織田弾正忠家とは別流。
一説に父とされる織田敏信の死後、その跡を受けて岩倉城主となるが幼かったため、織田大和守家の家臣筋にあたる清洲三奉行の一家・織田弾正忠家当主・織田信秀の弟で犬山城主・織田信康の補佐を受けたというが定かではない。
信長とはその父・信秀の時代においては縁戚関係を結んだこともあって比較的友好関係にあり、幼少の信長とは猿楽などを楽しんだ仲であったという。しかし、信秀の死後、犬山城主の織田信清（信康の子）と所領問題で争い、そのこじれから信長とも疎遠となった。天文22年（1553年）3月27日、家老の稲田大炊助が信長と内応している疑いがあり、稲田を殺害。弘治2年（1556年）の美濃国における長良川の戦いで信長の岳父である斎藤道三が子の義龍に討たれると、信安は義龍と呼応し信長と表立って敵対するようになり、同年の稲生の戦いで信長の弟で末森城主・織田信勝（信行）が信長に反乱を起こした際は信勝に味方した。
弘治元年（1555年）に織田大和守家当主・織田信友が守護・斯波氏への謀反で信長に討たれ、永禄元年（1558年）に信勝が謀殺された後も勢力を保っていたが、長男・信賢を廃し次男・信家を後継にしようとしたため、かえって信賢により信安は岩倉城から追放されることとなる。その信賢も永禄元年（1558年）の浮野の戦いに敗れ、まもなく織田伊勢守家は滅亡したため、信安も尾張に復帰する機会を失った。
その後、信安は斎藤義龍の家臣となり、義龍の死後もその子・龍興にも仕え信長に抵抗したが、その都度敗れた。やがて美濃斎藤氏が信長の前に滅ぼされると、信安は京都に逃れた。しかしやがて同族の誼から、信長より罪を許されて美濃白銀に所領を与えられ、晩年は安土摠見寺の住職になった。信家は信長の嫡男信忠の家臣となった。

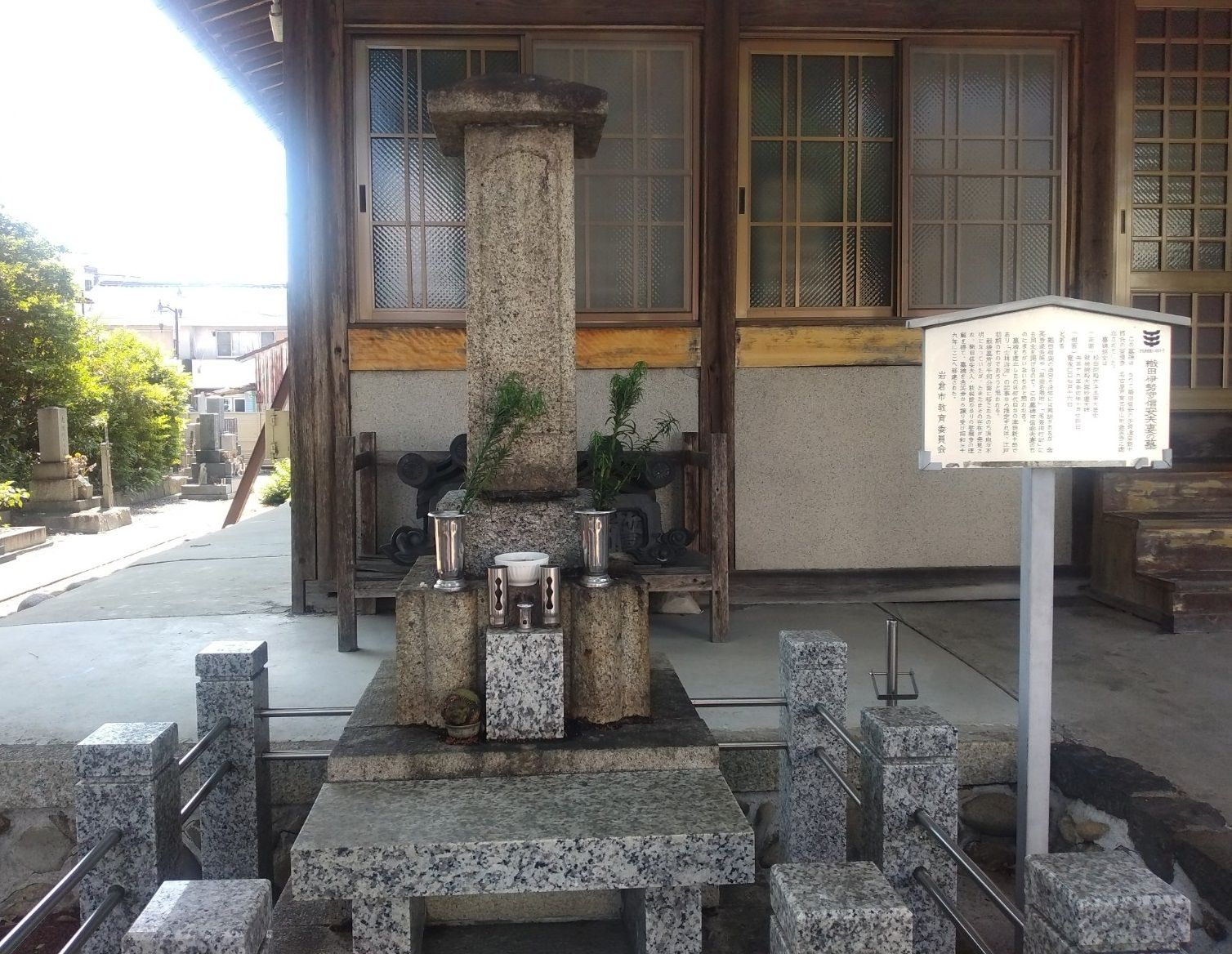
織田信安夫妻の墓(岩倉市指定史跡・誓願寺)

天正19年（1591年）10月24日、死去。なお、旧臣の山内一豊を頼って土佐国で隠棲し、堪忍料として100石を宛がわれ、慶長19年（1614年）または慶長16年（1611年）11月27日に没したとする説もある。真如寺に葬られ、岩倉の誓願寺にも墓石がある。

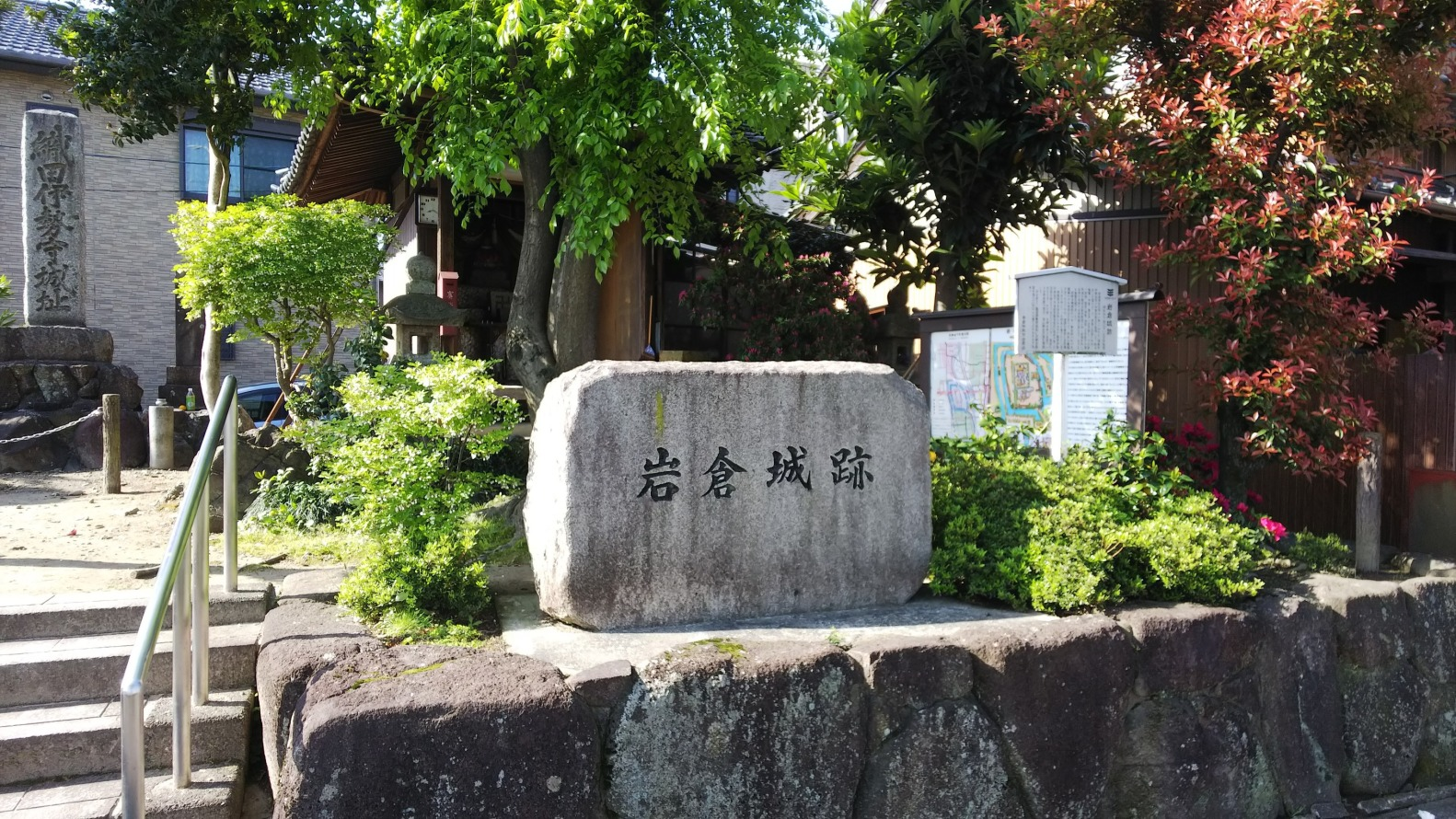
岩倉城の碑

## 系譜
- 父：織田敏信または織田敏定
- 母：澤田武蔵守忠氏女
- 正室：秋悦院 - 織田信定娘、織田信秀の妹
  - 長男：織田信賢
  - 次男：織田信家
- 生母不明の子女
  - 三男：剛可正仲 - 摠見寺住職
  - 四男：津田正盛